# Vikash Dhorasoo
Vikash Dhorasoo [vikaʃ dɔʁasɔ], né le 10 octobre 1973 à Harfleur (Seine-Maritime), est un footballeur international français ayant évolué au poste de milieu offensif de 1993 à 2007, également consultant dans plusieurs médias, joueur de poker, acteur, écrivain, homme politique et entraîneur.

## Biographie

### Carrière de footballeur

#### Origines familiales et jeunesse au Havre
Les parents de Vikash Dhorasoo sont originaires de l'île Maurice, ses grands-parents d'Inde, de la région qui est devenue l'État de l'Andhra Pradesh. Bien avant sa naissance, son père a émigré de Maurice en France pour travailler aux chantiers navals du Havre. Vikash Dhorasoo grandit à Caucriauville, un quartier populaire périphérique du Havre.
Il commence des études universitaires en économie avant de s'engager dans le football professionnel.

#### 1993-1998: Débuts professionnels au HAC
Vikash Dhorasoo entame sa carrière professionnelle au Havre AC, où ses performances font rapidement parler de lui.
En août 1993, il débute en professionnel contre l'AS Saint-Étienne. En juillet 1994 il remporte les Jeux de la Francophonie avec une sélection française composée de joueurs de moins de 20 ans parmi lesquels on trouve Teddy Richert, Eric Carrière ou David Sommeil. La saison suivante, il devient international espoirs. Lors de la saison 1996-1997, l'Atlético de Madrid s'intéresse à lui mais son président s'oppose à son départ.
Milieu de terrain offensif, capable d'accélérations balle au pied, doté d'un jeu de passe très précis, il s'affirme alors comme l'un des grands espoirs du football français. Il remporte l'Étoile d'or France Football couronnant le meilleur joueur du championnat de France 1997-1998.
Au terme d'une saison 1997-1998 charnière, Dhorasoo s'impose comme l'un des meilleurs meneurs de jeu du Championnat. Denis Troch, son entraîneur, lui attribue le brassard de capitaine malgré ses 24 ans. Sur le terrain, Dhorasoo prend le jeu à son compte en véritable numéro 10. « Ma mission est de donner de bons ballons aux attaquants, d'être dans tous les coups ». Lionel Prat et Cyrille Pouget, ses partenaires en attaque, en sont les premiers bénéficiaires. Ses talents sont désormais reconnus dans le football français mais aussi à l'étranger : le Deportivo La Corogne et des clubs anglais se mettent sur les rangs pour le recruter. Mais, dès janvier, l'Olympique lyonnais affiche clairement son intérêt pour l'espoir havrais. Pour 28 millions de francs, l'OL récupère le prodige pour la saison suivante. Dhorasoo termine la seconde partie de la saison au sein du club havrais, se montrant déterminant durant plusieurs rencontres et participant à la totalité des rencontres du championnat.

#### 1998-2004: Olympique lyonnais
Après cinq ans passés au HAC, Vikash Dhorasoo est transféré en 1998-1999 à l’Olympique lyonnais. Ses trois premières saisons dans son nouveau club sont très concluantes. Le petit (1,68 m) milieu de terrain, très rapide et technique, s’impose comme une pièce majeure de l’effectif lyonnais. Ses bonnes prestations l’amènent également en équipe de France, et il connaît sa première sélection face à l’Ukraine, le 27 mars 1999.
En 2001, Vikash Dhorasoo remporte la coupe de la Ligue avec Lyon mais quitte le club peu de temps après. En délicatesse avec son entraîneur Jacques Santini mais également avec certains cadres de l'équipe (notamment le gardien Grégory Coupet), il est prêté aux Girondins de Bordeaux pour la saison 2001-2002. Avec son nouveau club il remporte à nouveau la coupe de la Ligue, aux côtés, entre autres, du buteur Pauleta qu'il retrouvera au PSG quelques années plus tard.
En 2002, Vikash Dhorasoo retourne à Lyon, où il effectue deux saisons pleines, jouant plus de 30 matches par saison, avec deux titres de Champion de France à la clef. Ces deux saisons sont également l'occasion pour lui de se montrer dans un registre différent puisqu'il évolue la plupart du temps au poste de milieu défensif.

#### 2004-2007: Milan AC, Paris SG et fin de carrière tumultueuse

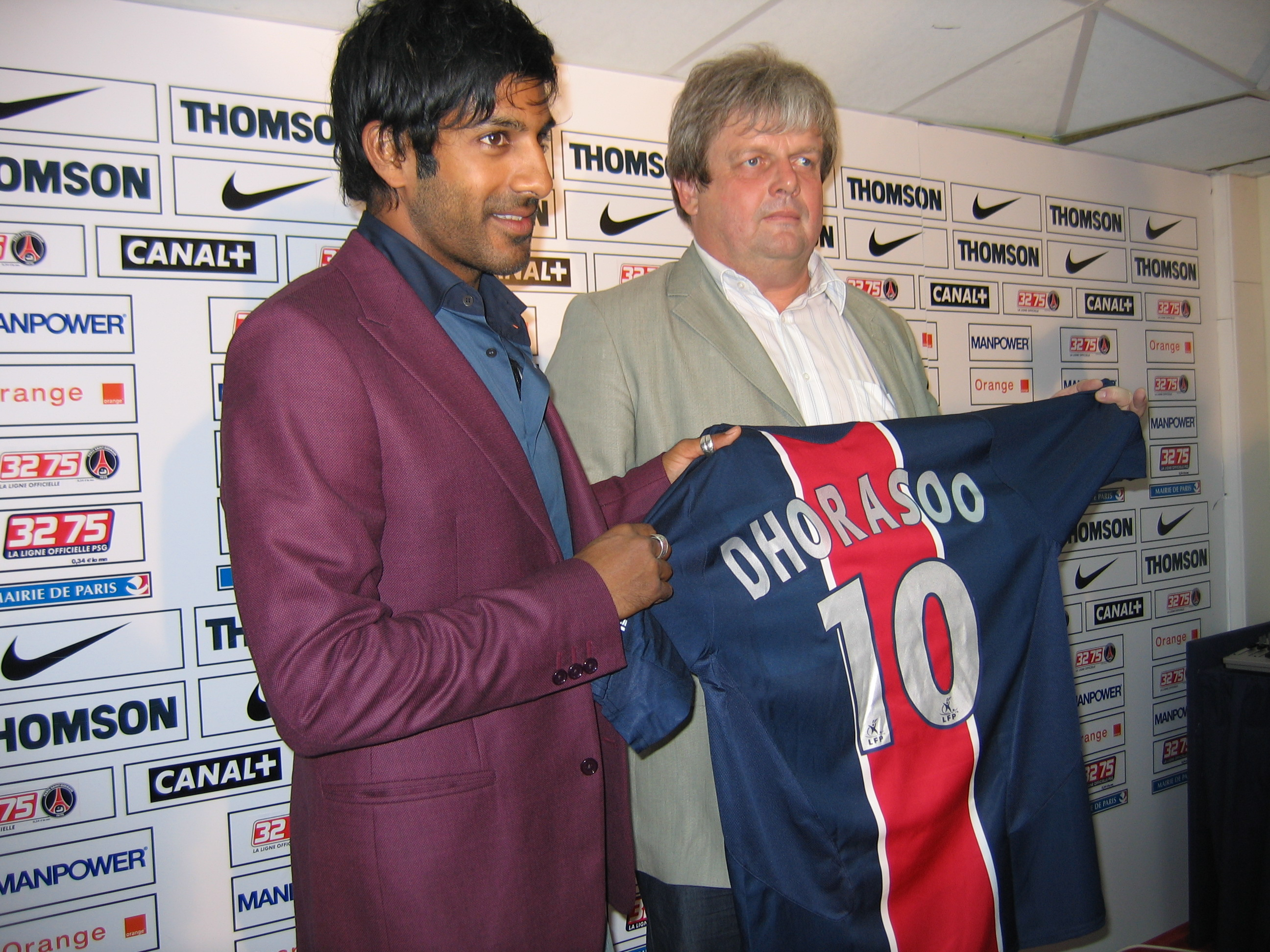
Présentation à la presse de Vikash Dhorasoo au PSG le 6 juillet 2005 par Jean-Michel Moutier, responsable de la section professionnelle du club parisien.

En désaccord avec l’entraîneur Paul Le Guen, Vikash Dhorasoo quitte l’OL au terme de la saison 2003-2004 pour rejoindre le championnat d’Italie et le prestigieux Milan AC, après avoir remporté pour la deuxième fois l'étoile France Football couronnant le meilleur joueur du championnat de France. Mais au sein d'un effectif pléthorique, il n'est que rarement aligné sur le terrain et doit se contenter de suivre la finale de la Ligue des Champions 2004-2005 du banc de touche.
À l'intersaison 2005, il est transféré au Paris Saint-Germain. Il y remporte notamment la coupe de France 2005-2006 face à l'Olympique de Marseille en marquant le but de la victoire sur une frappe de 25 mètres (le moment le plus fort de sa carrière, selon ses dires). Dans le quotidien sportif L'Équipe daté du 26 avril 2006, l'international français confie qu'il compte rester au PSG pour honorer la deuxième année de son contrat avec le club parisien. « Tout n'a pas été facile, mais si on repart l'année prochaine avec la volonté de gagner quelque chose, ça me convient », déclare-t-il.
Laissé sur la touche par l'entraîneur du Paris Saint-Germain Guy Lacombe au début de la saison 2006-2007, il donne du 23 au 25 septembre 2006 une série d'interviews au cours desquelles il critique ouvertement celui-ci. Blessé à la cheville, le joueur est alors mis à pied par le PSG le 26 septembre. Le 2 octobre 2006, il est convoqué à un entretien préalable avec le président du Paris SG Alain Cayzac, au siège du club. Le 11 octobre, il est licencié du club, fait extrêmement rare dans l'histoire du championnat de France. Il annonce par la suite son intention de faire appel de cette décision aux Prud'hommes, mais le désaccord est finalement réglé à l'amiable avec le PSG.
Il est contacté par le FC Sochaux à l'issue de la saison 2006-2007 mais le club, après une rencontre avec le joueur, ne donne pas suite au dossier et lui préfère Stéphane Dalmat. Fin juin 2007, il s'engage avec le club italien de Livourne. N'ayant participé à aucun match officiel, il résilie son contrat en novembre 2007. En décembre 2007, le quotidien sportif français L'Équipe annonce qu'il serait sur le point de s'engager avec le Grenoble Foot 38. Le 28 décembre 2007, Dhorasoo annonce son refus d'intégrer le club pour des raisons personnelles et le 11 janvier 2008, il annonce mettre un terme à sa carrière de footballeur faute de club et d'ambitions. « J'aime jouer au foot et j'aimerai ça toute ma vie, mais je n'étais plus prêt à cet investissement »

#### En sélection nationale
Dès mai 1989, il est sélectionné en équipe de France juniors B2 pour un match contre l'Écosse.
International espoirs aux côtés de Robert Pirès, il est finaliste du Tournoi de Toulon en 1995 face au Brésil de Juninho. Réalisant un très bon tournoi, il est nommé meilleur joueur de celui-ci.
Alors grand espoir du milieu de terrain, Vikash Dhorasoo découvre l'équipe de France en 1999 à l'occasion d'une blessure de Zinédine Zidane pour la réception de l'Ukraine (0-0) lors des matches de qualifications à l'Euro 2000. Il fête sa seconde sélection (et première titularisation) au Camp Nou, à Barcelone, contre Andorre cette même année. Pris en grippe par les cadres, notamment à la suite d'un petit pont infligé à l'entraînement au capitaine Didier Deschamps, il ne sera pas rappelé par Roger Lemerre. Le successeur de ce dernier n'est autre que Jacques Santini, qui l'avait écarté de Lyon.
Paradoxalement, sa saison 2004-2005 presque blanche en Italie est également la saison de son retour en équipe de France.
Il est en effet boudé par les différents sélectionneurs nationaux jusqu'à Raymond Domenech. Utilisé à divers postes du milieu de terrain (meneur de jeu, milieu gauche, milieu droit, milieu relayeur), Dhorasoo participe ainsi à la qualification des Bleus pour la Coupe du monde 2006. Il marque son premier but contre Chypre en octobre 2005 (victoire 4-0). Il est alors sélectionné par Domenech pour la Coupe du monde en Allemagne où il participe à deux matches en phase de poules. Entré en fin de rencontre face à la Suisse pour le premier match des partenaires de Zidane, il avait failli devenir le héros d’une nation en flirtant avec le cadre de la cage helvète sur une reprise de volée trop croisée.
Relégué au rang de remplaçant pendant le tournoi, il filme la vie de l'équipe de France de l'intérieur avec une caméra amateur Super 8 et en tire un film, Substitute, qui sort en salle début 2007. La presse indienne souligne qu'il s'agit « du premier joueur ayant des racines indiennes à participer à une phase finale de coupe du monde ». Ceci n'est pas exact, le joueur néerlandais Aron Winter, natif du Surinam et d'origine indienne, ayant participé aux phases finales des Coupes du monde 1990, 1994 et 1998 avec les Pays-Bas.
Le 7 août 2006, il critique Raymond Domenech à mots couverts puis déclare : « Pour moi l'équipe de France, c'est fini. Après la Coupe du monde… Ça ne m'intéresse plus. Je ne refuserai pas une sélection mais ce n'est pas ça le problème. Je n'ai plus très envie. Je n'annonce pas ma retraite internationale car tout le monde s'en fout. »

### Reconversion

#### Ephémère président de club
Fin avril 2009, Vikash Dhorasso annonce sa volonté de prendre la présidence du Havre Athletic Club, son club formateur, à la suite de la saison catastrophique vécue par le club. Interviewé sur Europe 1 le 30 avril, l'ancien meneur de jeu havrais reste assez vague sur son projet mais assure disposer de moyens financiers personnels et bénéficier du soutien d'investisseurs indiens et d'une équipe dirigeante compétente prête à prendre les rênes du club. Le 1er mai, le club annonce sur son site internet que Vikash Dhorasso est invité le 11 mai au siège du club afin d'apporter le contenu précis et étoffé de son projet devant le Conseil de surveillance du club. Après un vote effectué le 11 mai 2009, 97 % des actionnaires votants jugent défavorable l'arrivée de l'ancien joueur havrais.
Fin juin 2009, il annonce dans le quotidien Le Parisien, qu'il devrait devenir le prochain président de l'Entente Sannois Saint-Gratien, club du Val-d'Oise tout juste relégué en CFA. Le 22 juillet 2009, il devient enfin président d'un club de foot. Après son échec sur le dossier havrais, l'ancien milieu de terrain international est nommé président de l'Entente SSG, à la place de Luc Dayan. Il envisage d'en devenir actionnaire à court terme. Cependant, il en abandonne la présidence dès octobre 2009, estimant ne pas avoir les soutiens financiers nécessaires pour mener à bien le projet du club.

#### Engagement politique et associatif
Vikash Dhorasoo a créé, en partenariat avec le Havre Athletic Club et le club de football de Gonfreville-l'Orcher (reconnue en 2004 ville la plus sportive de France par le quotidien l'Équipe), un stage de football pour les 8-14 ans et il reversera intégralement ses intéressements à une association venant en aide aux enfants en difficulté sociale.
Il s'est toujours prononcé contre le sectarisme et la discrimination dans le sport et dans la vie en général. En 2005, il a choisi d’être le parrain du Paris Foot Gay, un club de football qui lutte contre l'homophobie et toute autre forme de discrimination dans le sport. Vikash Dhorasoo contribue aussi activement à la lutte contre la pauvreté dans des pays comme l'Inde et a mis en place plusieurs programmes pour réaliser cet objectif. Aussi dans ce sens il est fondateur du mouvement Tatane (voir plus bas).
Le 1er mai 2007, il assiste au concert-meeting au stade Charléty, en soutien à Ségolène Royal, candidate à l'élection présidentielle, après avoir évoqué ses craintes à l'égard de Nicolas Sarkozy dans la presse. Sa carrière sportive maintenant achevée, Dhorasoo s'investit un peu en politique. Il soutient Bertrand Delanoë à Paris lors des municipales de 2008.
Le 29 novembre 2008, il signe un contrat d'un an avec la ville de Paris en tant qu'éducateur sportif auprès des jeunes des secteurs classés « politique de la ville ».
En 2010, lors de la coupe du monde de football, il s'exprime de manière très critique envers l'équipe de France qui représente selon lui la France des banlieues : « le pouvoir a été abandonné aux caïds et c'est ce que l'on retrouve en équipe de France ».
En octobre 2011, il participe à un meeting de François Hollande, lors de la primaire citoyenne pour désigner le candidat socialiste à l'élection présidentielle de 2012.
En janvier 2016, il participe à un collectif de personnalités favorables à une primaire des socialistes et des écologistes en vue des élections présidentielles à venir.
En novembre 2017, dans une interview pour le média en ligne Brut, il se dit proche des idées de La France insoumise, déclarant croire à la lutte des classes.

##### Candidat aux élections municipales à Paris
En novembre 2019, il annonce qu'il sera candidat aux élections municipales de 2020 à Paris pour la liste Décidons Paris !, qu'il conduit en binôme avec Danielle Simonnet, conseillère de Paris membre de La France insoumise, et qui présente des candidats dans tous les arrondissements. Il est aussi tête de liste dans le 18e arrondissement de Paris. Il est le premier footballeur international à prendre la tête d’une liste de gauche en France.
Recueillant seulement 4,59 % des suffrages sur l'ensemble de Paris, la FI se classe en 6e position. Sa liste dans le 18e arrondissement termine en 5e position avec 9,29 % des voix mais n'obtient aucun siège.

##### Engagement lors des élections législatives de 2024
A l'occasion des élections législatives de 2024, il appelle à plusieurs reprises à se mobiliser contre le Rassemblement national, insiste sur le danger de l'extrême-droite, et réitère son soutien à la France insoumise ainsi qu'au Nouveau front populaire,. La veille du scrutin, il déclare notamment auprès des journalistes du journal L'Équipe : 
Ça ne peut pas être un simple appel au vote, un appel à lutter contre l'abstention. C'est un appel à lutter contre le Rassemblement national, parce que c'est un parti raciste, xénophobe dans ses lois, dans ses propositions, comme avec la remise en cause du droit du sol ou de la binationalité, et la préférence nationale. Ça veut dire que des Français seront moins français que d'autres et n'auront pas les mêmes droits, notamment les aides sociales.

#### Tatane
Vikash Dhorasoo est à l'origine en avril 2011 du mouvement collectif Tatane, qui signifie « chaussure » dans le langage populaire. Il a rédigé le manifeste de ce mouvement en coopération avec Brieux Férot du magazine So Foot et Pierre Walfisz, producteur. Ce mouvement prône un football festif et durable. Aujourd'hui, environ 5 000 membres font partie de cette association dont certains sont des personnalités célèbres : Emmanuel Petit, François Bégaudeau, Fred Poulet, Benoît Forgeard, Ernest Pignon-Ernest, Thierry Frémaux, Vincent Delerm, Daniel Cohn-Bendit, Rudy Ricciotti, Xavier Beauvois, etc.
L'enjeu pour le mouvement Tatane est de défendre un football originel en remettant le jeu et le lien social au cœur de la pratique du football avec 4 objectifs précis : 
- valoriser le football comme un lieu de jeu sans enjeu : la défaite doit être dédramatisée et la victoire relativisée ;
- développer la dimension de politique publique du football : le sport est un lien social comme les autres ;
- démocratiser radicalement la vie des clubs et associations sportives : le sport est une cité qui a besoin de ses citoyens ;
- mettre fin au marché spéculatif dans le football : vers la suppression des indemnités de transferts.

Cette promotion d'un nouveau modèle de football se traduit sur le terrain par des rencontres, des débats, sa fameuse traditionnelle « Tatane party » mensuelle et itinérante, des participations à des réunions et des forums, l'organisation de performances au sein d’événements culturels et par la rédaction de chroniques ou de blogs dans des magazines ou journaux.
En mai 2011, il présente une liste avec des acteurs du Football amateur et professionnel sa tête de liste Lequesne Cyril dirigeant au SU Dives Cabourg en Normandie au sein de la liste Tatane pour la présidence de la Fédération française de football. Le 20 mai 2011, la liste Tatane est jugée inéligible.
Le 13 mai 2014, il fait paraître le livre Tatane. Rédacteur de la préface, il s'est entouré de quatre dessinateurs prestigieux (Pénélope Bagieu, Charles Berberian, Jul et Guillaume Bouzard) chargés de créer une illustration ou un gag en contrepoint de 50 règles alternatives. Ces 50 propositions fantaisistes et humoristiques portent les titres suivants : Pieds carrés, la Lionel Jospin, la JPP revient, la Patrick Bruel, la Rabbi Jacob, la Gilbert Montagné, la Zlatatane, la Francis Lalanne, la Brandao, la Chirac, la Mimie Mathy, etc.

#### Joueur de poker

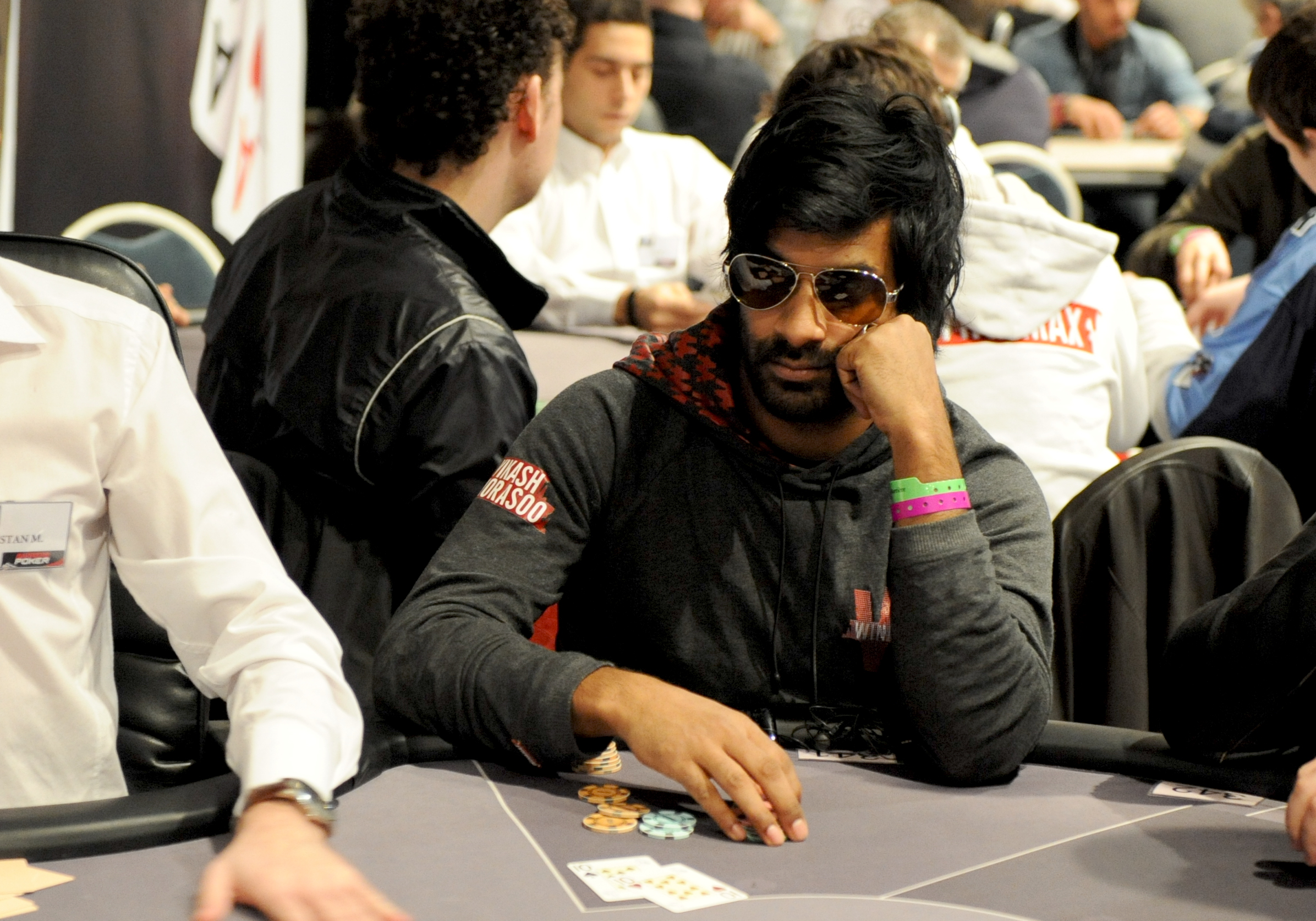
Vikash Dhorasoo, le 28 janvier 2011 lors du tournoi de Deauville de l'European Poker Tour.

Après avoir découvert le poker sur internet, il participe à des tournois de poker en live à partir de 2006. Entre 2008 et 2011, il est membre du Team Winamax.
En janvier 2008, il finit 5e du Planet 50€ NLHE au cercle Gaillon, et gagne 21 150 €.
En janvier 2009, il termine 15e de l'European Poker Tour de Deauville, il remporte 18 600 €. En mai 2009, il finit 3e du Grand Prix de Paris à l'Aviation Club de France, il gagne 157 320 €. En juillet 2009, il remporte le Sunday 500 de PokerStars, il remporte 69 410 $ (deal à 3). En septembre 2009, il termine 11e du Main Event à 5 200 $ du World Championship of Online Poker sur PokerStars et gagne 75 040 $.
Le 14 novembre 2010, il remporte la finale du Barrière Poker Tour à Enghien-les-Bains et 177 000 €.
En décembre 2011, il quitte son sponsor, mais continue le poker pour le loisir. En 2013, il atteint la table finale du 2 200 € High Roller du Winamax Poker Tour à Paris, et, en 2014, il finit 3e du 2 200 € Deepstack lors des France Poker Séries de Deauville.
En 2019, la somme de ses gains en tournois live s'élève à 527 453 €.
À la suite d'un contrôle fiscal en 2012, le fisc impose un redressement pour 2009/2010 à Vikash Dhorasoo, qui le conteste en excipant de l'absence de dispositions légales encadrant à l'époque les gains réalisés au poker. Après un long combat judiciaire, la cour administrative d'appel lui donne finalement raison (2017), reconnaissant qu'il a bel et bien commis une « erreur de bonne foi » (« […] l'absence de souscription de déclaration par M. Dhorasoo doit être regardée comme ayant constitué une erreur justifiant qu’il ne se soit pas acquitté de ses obligations ». L'autorité fiscale ira jusqu'à porter l'affaire devant le Conseil d'État, sans obtenir gain de cause.

#### Football loisir
Durant la saison 2010-2011, Vikash Dhorasoo est licencié FSGT au Winamax Football Club (équipe « corpo » de la société Winamax). Il remporte lors de sa première saison le championnat de football à 7 du lundi soir (niveau F).

#### Médias
Lors de la saison 2008-2009, Vikash Dhorasoo fait régulièrement partie des chroniqueurs de l'émission On va s'gêner, animée par Laurent Ruquier sur Europe 1.
En janvier 2010, il devient chroniqueur permanent dans l'émission 100% Foot de Vincent Couëffé sur M6 aux côtés d'Éric Di Meco, Julien Cazarre et Vincent Duluc.
Il signe aussi des articles et des interviews dans le mensuel footballistique So Foot.
Son caractère et style de jeu atypiques ont fait de lui un héros du dernier recueil de nouvelles sportives de Philippe Delerm, qui le qualifie de « footballeur de la mélancolie ».
En janvier 2018, il rejoint les émissions des Grosses Têtes de Laurent Ruquier sur RTL et L'Équipe d'Estelle sur la chaîne L'Équipe.
Il est à partir de 2018 chroniqueur dans L'équipe de Greg sur la même chaîne.
Le 24 mai 2019, il participe au jeu télévisé Fort Boyard pour l'association Oxfam France.

#### Entraîneur adjoint
Depuis l'été 2023, Vikash Dhorasoo est l'entraîneur adjoint de l’équipe première du Havre Caucriauville Sportif (Régional 1), le club de ses débuts, dans le cadre de sa formation au Brevet d’entraîneur de football,,,. Las des allers-retours entre le Havre et Paris (où il est chroniqueur pour La chaine L'Équipe), il quitte le Havre Caucriauville Sportif l'hiver suivant, et continue sa formation dans un club de banlieue parisienne.

### Vie personnelle
Vikash Dhorasoo a été marié et a eu deux filles, nées en 2003 et 2005. Il est depuis divorcé.

## Palmarès

### En club
- Champion de France en 2003 et en 2004 avec Lyon
- Vainqueur de la Coupe de France en 2006 avec le Paris SG
- Vainqueur de la Coupe de la Ligue en 2001 avec Lyon et en 2002 avec Bordeaux
- Vainqueur du Trophée des Champions en 2002 et en 2003 avec Lyon
- Vainqueur de la Supercoupe d'Italie en 2004 avec le Milan AC
- Finaliste de la Ligue des Champions en 2005 avec le Milan AC

### En sélection
- Champion du monde militaire en 1995
- Finaliste du Festival International de Toulon en 1995
- Finaliste à la Coupe du Monde en 2006

### Distinctions individuelles
- Élu Étoile d'Or France Football en 1998 avec Le Havre AC et en 2004 avec Lyon
- Élu meilleur joueur du Tournoi de Toulon en 1995

## Statistiques

### Par saison
| Saison                | Club                         | Championnat           | Championnat | Championnat | Coupe(s) nationale(s) | Coupe(s) nationale(s) | Compétition(s) continentale(s) | Compétition(s) continentale(s) | Compétition(s) continentale(s) | France | France | Total | Total |
| Saison                | Club                         | Division              | M.          | B.          | M.                    | B.                    | Comp.                          | M.                             | B.                             | M.     | B.     | M.    | B.    |
| 1993-1994             | Le Havre AC                  | Division 1            | 7           | 0           | -                     | -                     | -                              | -                              | -                              | -      | -      | 7     | 0     |
| 1994-1995             | Le Havre AC                  | Division 1            | 30          | 2           | 6                     | 0                     | -                              | -                              | -                              | -      | -      | 36    | 2     |
| 1995-1996             | Le Havre AC                  | Division 1            | 30          | 0           | 4                     | 0                     | -                              | -                              | -                              | -      | -      | 34    | 0     |
| 1996-1997             | Le Havre AC                  | Division 1            | 36          | 0           | 2                     | 0                     | -                              | -                              | -                              | -      | -      | 38    | 0     |
| 1997-1998             | Le Havre AC                  | Division 1            | 34          | 2           | 3                     | 0                     | -                              | -                              | -                              | -      | -      | 37    | 2     |
| Sous-total            | Sous-total                   | Sous-total            | 137         | 4           | 15                    | 0                     | -                              | 0                              | 0                              | 0      | 0      | 152   | 4     |
| 1998-1999             | Olympique lyonnais           | Division 1            | 34          | 2           | 1                     | 0                     | C3                             | 8                              | 1                              | 2      | 0      | 45    | 3     |
| 1999-2000             | Olympique lyonnais           | Division 1            | 32          | 0           | 7                     | 0                     | C1+C3                          | 2+6                            | 0                              | -      | -      | 47    | 0     |
| 2000-2001             | Olympique lyonnais           | Division 1            | 27          | 3           | 7                     | 0                     | C1                             | 10                             | 0                              | -      | -      | 44    | 3     |
| Sous-total            | Sous-total                   | Sous-total            | 93          | 5           | 15                    | 0                     | -                              | 26                             | 1                              | 2      | 0      | 136   | 6     |
| 2001-2002             | Girondins de Bordeaux (prêt) | Division 1            | 28          | 1           | 7                     | 1                     | C3                             | 5                              | 0                              | -      | -      | 40    | 2     |
| 2002-2003             | Olympique lyonnais           | Ligue 1               | 37          | 2           | 3                     | 1                     | C1+C3                          | 6+1                            | 0                              | -      | -      | 47    | 3     |
| 2003-2004             | Olympique lyonnais           | Ligue 1               | 31          | 4           | 4                     | 0                     | C1                             | 8                              | 0                              | -      | -      | 43    | 4     |
| Sous-total            | Sous-total                   | Sous-total            | 68          | 6           | 7                     | 1                     | -                              | 15                             | 0                              | 0      | 0      | 90    | 7     |
| 2004-2005             | AC Milan                     | Serie A               | 12          | 0           | 4                     | 0                     | C1                             | 4                              | 0                              | 5      | 0      | 25    | 0     |
| 2005-2006             | Paris Saint-Germain          | Ligue 1               | 34          | 0           | 6                     | 1                     | -                              | -                              | -                              | 11     | 1      | 51    | 2     |
| 2006-2007             | Paris Saint-Germain          | Ligue 1               | 3           | 0           | -                     | -                     | -                              | -                              | -                              | -      | -      | 3     | 0     |
| Sous-total            | Sous-total                   | Sous-total            | 37          | 0           | 6                     | 1                     | -                              | -                              | -                              | 11     | 1      | 54    | 2     |
| 2007-2008             | AS Livourne Calcio           | Serie A               | -           | -           | -                     | -                     | -                              | -                              | -                              | -      | -      | 0     | 0     |
| Total sur la carrière | Total sur la carrière        | Total sur la carrière | 375         | 16          | 54                    | 3                     | -                              | 50                             | 1                              | 18     | 1      | 497   | 21    |

### Matches internationaux
| Matches internationaux de Vikash Dhorasoo | Matches internationaux de Vikash Dhorasoo | Matches internationaux de Vikash Dhorasoo    | Matches internationaux de Vikash Dhorasoo | Matches internationaux de Vikash Dhorasoo | Matches internationaux de Vikash Dhorasoo | Matches internationaux de Vikash Dhorasoo                          |
| #                                         | Date                                      | Lieu                                         | Adversaire                                | Résultat                                  | Compétition                               | Notes                                                              |
| ----------------------------------------- | ----------------------------------------- | -------------------------------------------- | ----------------------------------------- | ----------------------------------------- | ----------------------------------------- | ------------------------------------------------------------------ |
| 1                                         | 27 mars 1999                              | Stade de France, Saint-Denis, France         | Ukraine                                   | N 0 - 0                                   | Éliminatoires Euro 2000                   | Entre en jeu à la place de Robert Pirès à la 84e minute de jeu.    |
| 2                                         | 9 juin 1999                               | Stade de Montjuïc, Barcelone, Espagne        | Andorre                                   | V 1 - 0                                   | Éliminatoires Euro 2000                   | Titulaire, remplacé par Robert Pirès à la 61e minute de jeu.       |
| 3                                         | 8 septembre 2004                          | Tórsvøllur, Torshavn, Îles Féroé             | Îles Féroé                                | V 2 - 0                                   | Éliminatoires Coupe du monde 2006         | Entre en jeu à la place de Thierry Henry à la 64e minute de jeu.   |
| 4                                         | 9 février 2005                            | Stade de France, Saint-Denis, France         | Suède                                     | N 1 - 1                                   | Match amical                              | Titulaire.                                                         |
| 5                                         | 26 mars 2005                              | Stade de France, Saint-Denis, France         | Suisse                                    | N 0 - 0                                   | Éliminatoires Coupe du monde 2006         | Titulaire, remplacé par Camel Meriem à la 58e minute de jeu.       |
| 6                                         | 30 mars 2005                              | Stade Ramat Gan, Tel-Aviv, Israël            | Israël                                    | N 1 - 1                                   | Éliminatoires Coupe du monde 2006         | Entre en jeu à la place de Sylvain Wiltord à la 91e minute de jeu. |
| 7                                         | 31 mai 2005                               | Stade Saint-Symphorien, Metz, France         | Hongrie                                   | V 2 - 1                                   | Match amical                              | Titulaire, remplacé par Rio Mavuba à la 64e minute de jeu.         |
| 8                                         | 17 août 2005                              | Stade de la Mosson, Montpellier, France      | Côte d'Ivoire                             | V 3 - 0                                   | Match amical                              | Titulaire.                                                         |
| 9                                         | 3 septembre 2005                          | Stade Félix Bollaert, Lens, France           | Îles Féroé                                | V 3 - 0                                   | Éliminatoires Coupe du monde 2006         | Entre en jeu à la place de Zinédine Zidane à la 57e minute de jeu. |
| 10                                        | 7 septembre 2005                          | Lansdowne Road, Dublin, Irlande              | République d'Irlande                      | V 1 - 0                                   | Éliminatoires Coupe du monde 2006         | Titulaire.                                                         |
| 11                                        | 8 octobre 2005                            | Stade du Wankdorf, Berne, Suisse             | Suisse                                    | N 1 - 1                                   | Éliminatoires Coupe du monde 2006         | Titulaire, remplacé par Djibril Cissé à la 46e minute de jeu.      |
| 12                                        | 12 octobre 2005                           | Stade de France, Saint-Denis, France         | Chypre                                    | V 4 - 0                                   | Éliminatoires Coupe du monde 2006         | Titulaire.                                                         |
| 13                                        | 9 novembre 2005                           | Stade de Dillon, Fort-de-France, France      | Costa Rica                                | V 3 - 2                                   | Match amical                              | Titulaire.                                                         |
| 14                                        | 12 novembre 2005                          | Stade de France, Saint-Denis, France         | Allemagne                                 | N 0 - 0                                   | Match amical                              | Titulaire, remplacé par Alou Diarra à la 74e minute de jeu.        |
| 15                                        | 1er mars 2006                             | Stade de France, Saint-Denis, France         | Slovaquie                                 | D 1 - 2                                   | Match amical                              | Titulaire.                                                         |
| 16                                        | 27 mai 2006                               | Stade de France, Saint-Denis, France         | Mexique                                   | V 1 - 0                                   | Match amical                              | Entre en jeu à la place de Zinédine Zidane à la 52e minute de jeu. |
| 17                                        | 13 juin 2006                              | Stade Gottlieb Daimler, Stuttgart, Allemagne | Suisse                                    | N 0 - 0                                   | Premier tour de la Coupe du monde 2006    | Entre en jeu à la place de Sylvain Wiltord à la 84e minute de jeu. |
| 18                                        | 18 juin 2006                              | Zentralstadion, Leipzig, Allemagne           | Corée du Sud                              | N 1 - 1                                   | Premier tour de la Coupe du monde 2006    | Entre en jeu à la place de Florent Malouda à la 88e minute de jeu. |

#### Buts internationaux
| Buts en sélection de Vikash Dhorasoo | Buts en sélection de Vikash Dhorasoo | Buts en sélection de Vikash Dhorasoo | Buts en sélection de Vikash Dhorasoo | Buts en sélection de Vikash Dhorasoo | Buts en sélection de Vikash Dhorasoo | Buts en sélection de Vikash Dhorasoo | Buts en sélection de Vikash Dhorasoo | Buts en sélection de Vikash Dhorasoo |
| #                                    | Date                                 | Lieu                                 | Adversaire                           | Résultat                             | Score                                | Minute                               | Compétitions                         | Sélection                            |
| ------------------------------------ | ------------------------------------ | ------------------------------------ | ------------------------------------ | ------------------------------------ | ------------------------------------ | ------------------------------------ | ------------------------------------ | ------------------------------------ |
| 1er                                  | 12 octobre 2005                      | Stade de France, Saint-Denis, France | Chypre                               | V 4-0                                | 3-0                                  | 44e minute                           | Éliminatoires Coupe du monde 2006    | 12e                                  |

### Statistiques par compétition
- 2 matches de Coupe du Monde
- 30 matches en Ligue des Champions
- 20 matches et 1 but en Coupe de l'UEFA
- 363 matches et 16 buts en Ligue 1
- 12 matches en Série A
- 1er match en Ligue 1 : 11/08/1993 : Le Havre-Saint-Etienne (0-0)

## Synthèse des résultats électoraux

### Élections municipales
Les résultats ci-dessous concernent uniquement les élections où il est tête de liste.
| Année | Liste          | Liste     | Commune   | 1er tour | 1er tour | 2d tour | 2d tour | Sièges obtenus | Sièges obtenus | Sièges obtenus |
| Année | Liste          | Liste     | Commune   | %        | Rang     | %       | Rang    | CA             | CP             | MGP            |
| ----- | -------------- | --------- | --------- | -------- | -------- | ------- | ------- | -------------- | -------------- | -------------- |
| 2020  |                | LFI - REV | Paris 18e | 9,29     | 5e       | Battu   | Battu   | 0 / 45         | 0 / 15         |                |
| 2020  | Ville de Paris | LFI - REV | 4,57      | 6e       | 1,06     | 5e      | 1 / 364 | 1 / 163        | 0 / 60         |                |

## Publications
- Hors Champ, coécrit avec Fred Poulet, Calmann-Lévy 2008.
- Préface du livre Je suis le seul joueur de foot homo, enfin j'étais... de Yoann Lemaire, membre du Paris Foot Gay, Editions textes gais, 2009.
- Préface de Tatane, Pour un football durable et joyeux, de Pénélope Bagieu, Charles Berbérian, Bouzard et Jul, Éditions Gallimard BD, 2014.
- Comme ses pieds, de Vikash Dhorasoo, Éditions du Seuil, 2017.
- Vikash Dhorasoo (scénario) et Émilie Gleason (dessin et couleurs), J'perds pas la boule, Fontenay sous bois, Revival, août 2020, 64 p. (ISBN 979-10-96119-36-3)
- L'Engagement expliqué à ma fille et ses potes du quartier, de Vikash Dhorasoo, Éditions du Seuil, 2020.

## Filmographie
- 2007 : Substitute, documentaire de Fred Poulet : Lui-même
- 2008 : La Très Très Grande Entreprise de Pierre Jolivet : Sanjay
- 2010 : À l'arraché, court-métrage de Paul Manate : Victor
- 2020 : Tout simplement noir de Jean-Pascal Zadi et John Waxxx : Lui-même

## Hommage
En 2009, Vikash Dhorasoo fait l'objet d'une chanson de la part du groupe de rock indépendant Ludion, intitulée Remplaçant, allusion non dissimulée à son film Substitute, sorti deux ans plus tôt.